# Пешеходен мост (Пловдив)
Пешеходният мост, официално мост „Съединение“, е пешеходен мост над река Марица в Пловдив.
Той е част от пешеходната зона на Главната улица. Мостът свързва централната част на града с Каршияка.

## История
На 9 януари 1982 г. започва строителството на пешеходен мост в Пловдив на място източно от падналия през 1971 г. Стар мост. Мостът свързва улица „Райко Даскалов“ от южния бряг и улица „Брезовска“ от северния бряг при Новотел Пловдив. Пуснат е в експлоатация през 1986 г. и официално е наименуван „Съединение“, но малко хора знаят това име.
Предназначен е главно за движение на пешеходци и за прокарване на топлопровод с 2 тръби по 1000 мм диаметър. Бил е предвиден за движение на автомобили при аварийни случаи.
Мостът е първото съоръжение, изградено в България по конзолен начин със системата „Стобет“ с централен отвор 90 м и 2 крайни отвора по 46 м. Широчината му е 16 м.
Строителството е извършено от „Мостстрой“. Елементите на моста са произвеждани в предприятието на строителя в Катуница и докарвани до обекта с автомобилен транспорт. Монтирането се извършваше от автокранове, стъпили на терена. За целта река Марица е отбивана с временни диги. След завършването му мостът е изпробван да понесе товара от 50 спрели отгоре му танка.
Впоследствие мостът е покрит с леки метални конструкции и на него е оформена търговска зона. Преустройството е проектирано от Марчо Минев и Димитър Куманов. Поради червено-белите цветове, използвани за декорация на металната конструкция отвън и разположението на прозорците, пловдивчани започват да наричат моста Влакът.